# El ventafocs
El ventafocs (Cinderfella) és una pel·lícula estatunidenca dirigida per Frank Tashlin, estrenada el 1960. Ha estat doblada al català.

## Argument[2]
És la versió de Jerry Lewis a la clàssica història de La Ventafocs. Quan el seu pare mor, el pobre ventafocs queda a mercè de la seva madastra esnob i dels seus malvats dos fills, Maximilian i Rupert. Mentre ell esdevé un esclau de la família, Maximilian i Rupert mira de trobar un tresor que el pare de Ventafocs presumptament ha amagat en la propietat. Mentrestant, esperant restaurar la seva minvant fortuna, la madastra planifica un ball elegant en honor de la Princesa Charmein, amb qui espera casar Rupert.

## Repartiment
- Jerry Lewis: Cinderfella (Ventafocs)
- Ed Wynn: el padrí Fairy
- Judith Anderson: la sogra
- Henry Silva: Maximilien
- Robert Hutton: Rupert
- Anna Maria Alberghetti: La princesa